# 国立自治大学俱乐部
国立大学俱乐部（西班牙語：Club Universidad Nacional），为墨西哥首都墨西哥城的一个足球俱乐部。国立自治大学俱乐部为墨西哥最大规模大学墨西哥国立自治大学的代表队，主场位于大学城奥林匹克体育场。呢稱PUMAS取自西班牙語「美洲狮」，這在其隊徽中也有所體現。